# Gissur Einarsson
Gissur Einarsson, auch Gizur Einarsson, (* um 1512; † 24. März 1548 in Skálholt) war ab 1540 Bischof von Skálholt im Süden von Island und gleichzeitig der erste lutherische Bischof im Lande.

## Ausbildung
Gissur Einarsson war selbst in der Schule von Skálholt bei seinem Vorgänger Ögmundur Pálsson erzogen worden, der sehr viel von ihm hielt. Zu weiterer Ausbildung ging er nach Hamburg und kam dort in Berührung mit der Reformation.
1538 kehrte er nach Island zurück und wurde zum Priester geweiht. Wie einige andere junge Theologen, darunter Oddur Gottskálksson, der Übersetzer des Neuen Testamentes ins Isländische, blieb er ein Anhänger der Reformation.

## Bischofswahl und -weihe
Ögmundur erwählte den jungen Theologen im Jahre 1538 zu seinem Nachfolger, ungewiss bleibt, ob er von seiner Hinneigung zur Reformation wusste. Der König bestätigte diese Wahl. Nachdem Gissur heimgekehrt war, übernahm er den Bischofssitz und zeigte offen, dass er Lutheraner geworden war. Daraufhin bereute Ögmundur seine Wahl und wollte ihn wieder absetzen lassen.
Dies verhinderte jedoch Christian III., der König von Dänemark, für den dies nicht zuletzt eine Machtfrage war, indem er Truppen unter Christofer Huitfeld nach Island entsandte und Ögmundur nach Dänemark bringen ließ, wo er verstarb. Christian III. hatte in seinem Reich für sich und seine Untertanen das lutherische Christentum übernommen und wollte dies auch im entlegenen Island erreichen, das zu der Zeit zum dänischen Königreich gehörte. Heftiger Widerstand wurde in Island allerdings von katholischen Kreisen um Jón Arason, den Bischof von Hólar, geleistet.
Im Herbst 1542 wurde Gissur Einarsson in Kopenhagen zum Bischof geweiht.

## Wirken
In der Folge übersetzte Gissur Einarsson die Kirchengesetze Christians III. von Dänemark ins Isländische und unterstützte den dänischen König mit den Endziel der Durchsetzung des evangelisch-lutherischen Christentums als Staatsreligion in Island.
Allerdings dauerte dies noch einige Jahre und zunächst musste man sich auf einen Kompromiss einigen. Im Jahre 1542 wurde ein Pakt mit Jón Arason geschlossen und so militärische Auseinandersetzungen bis 1550 verhindert. Das Land war während dieser Epoche in einen lutherischen Süden und einen katholischen Norden geteilt.
Gissur versuchte in seinem Einflussbereich katholische Bräuche zu bekämpfen und ließ u. a. ein Kreuz in Kaldaðarnes abnehmen, dem Wunderkräfte zugeschrieben worden waren.
Im Jahre 1548 verstarb er. Er hinterließ seine Frau Katrin Eggertsdóttir.